# Archie Taiaroa

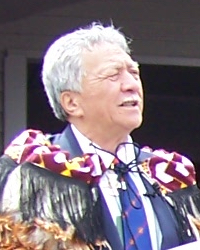
Archie Taiaroa (2009)

Sir Archie Taiaroa KNZM (* 3. Januar 1937; † 21. September 2010 in Hamilton, Region Waikato, Neuseeland) war ein neuseeländischer Politiker und Vertreter der Māori.

## Biografie
Archie Taiaroa engagierte sich nach dem Besuch des Hato Paora College über viele Jahre für die Interessen der Māori und war unter anderem Vorsitzender des Whanganui River Māori Trust sowie von 2004 bis zu seinem Rücktritt 2009 Vorsitzender von Te Ohu Kaimoana, dem Zusammenschluss der Fischereiverbände der Māoris. Daneben war er Vertreter der Interessen der Māori im Rat der Region Manawatu-Wanganui sowie im Gemeinderat von Taumarunui.
Er war rund zwanzig Jahre Berater von mehreren neuseeländischen Premierministern und wurde er 2003 als Distinguished Companion in den New Zealand Order of Merit aufgenommen. Nach der Reform der Ordensklassen des New Zealand Order of Merit 2009 ließ er seinen Ordensrang in einen Knight Companion umwidmen, wurde dadurch in den Ritterstand erhoben und führte seither den Namenszusatz Sir.